# لاري سامويلسون
لاري سامويلسون (بالإنجليزية: Larry Samuelson)‏ هو اقتصادي أمريكي، ولد في 1953.